# Boy River (Minnesota)
Boy River est une ville américaine située dans le Comté de Cass, dans le Minnesota. Selon le recensement de 2010, sa population est de 47 habitants.